# Celama celaenephes
Celama celaenephes är en fjärilsart som beskrevs av Turner 1944. Celama celaenephes ingår i släktet Celama och familjen trågspinnare. Inga underarter finns listade i Catalogue of Life.